# Горан Саблич
Горан Саблич (хорв. Goran Sablić, 4 серпня 1979, Синь) — хорватський футбольний тренер, в минулому — футболіст, захисник. Найбільш відомий виступами за київське «Динамо» та збірну Хорватії.
Згодом — футбольний тренер. З 2018 року очолює команду молдовського клубу «Шериф».

## Біографія

### Клубна кар'єра
Кар'єру гравця Саблич починав у «Хайдуку», а 2002 року перейшов до «Динамо» за 2,5 мільйона євро і підписав з українським клубом контракт на чотири роки, а потім ще продовжив його до 2011 року. Однак через часті травми хорватський легіонер грав у «Динамо» все менше й менше, і 2007 року «Динамо» відпустило Горана в оренду в «Хайдук». Після повернення до Києва він пару разів виходив на поле під керівництвом Юрія Сьоміна, проте Валерій Газзаєв від його послуг відмовився, Протягом 2002—2010 років за «Динамо» в чемпіонаті України провів 52 матчі (забив 2 м'ячі), у Кубку України 24 матчі (забив 3 м'ячі), у єврокубках 29 матчів (забив 1 м'яч). У квітні 2010 року Горан досяг домовленості з керівництвом київського «Динамо» про отримання статусу вільного агента і гравець знову повернувся на батьківщину.
Проте, чергова травма в «Хайдуку» змусила Саблича завершити кар'єру наприкінці 2010 року. Після цього він поступив на курси і незабаром отримав тренерський диплом.

### Збірна
1999 року у складі збірної Хорватії віком до 20 років був учасником молодіжного чемпіонату світу в Нігерії, на якому зіграв у двох матчах.
17 квітня 2002 року дебютував в збірній Хорватії в товариській грі проти збірної Боснії і Герцеговини, вийшовши на 79 хвилині замість Бориса Живковича. Проте, в подальшому досить рідко викликався до лав «картатих», зігравши за збірну всього п'ять матчів.

### Тренерська кар'єра
13 травня 2013 року очолив свій перший клуб, ставши виконувачем обов'язків головного тренера«Спліта». Проте був звільнений вже через три матчі команди. Згодом працював з юнацькими командами клубу. Повернувся на тренерську лаву головної команди «Спліта» у вересні 2015 року, цього разу вже як повноцінний головний тренер команди. Пропрацював з нею до 18 липня 2016.
На початку 2017 року був призначений головним тренером команди боснійського клубу «Широкі Брієг». А вже у травні того ж року здобув перший у свої тренерській кар'єрі трофей, привівши команду до перемоги у Кубку Боснії і Герцеговини 2016/17. Наступного сезону підопічні Саблича посіли четверте місце у чемпіонаті країни і сягнули чвертьфіналу національного Кубку.
7 червня 2018 року хорват був представлений новим очільником тренерського штабу молдовського «Шерифа». Менш ніж через півроку його нова команда здобула перемогу у чемпіонаті Молдови 2018.

## Статистика

### Клубна
| Клуб             | Сезон     | Ліга | Ліга | Кубок | Кубок | Суперкубок | Суперкубок | Єврокубки | Єврокубки | Разом | Разом |
| Клуб             | Сезон     | Ігри | Голи | Ігри  | Голи  | Ігри       | Голи       | Ігри      | Голи      | Ігри  | Голи  |
| ---------------- | --------- | ---- | ---- | ----- | ----- | ---------- | ---------- | --------- | --------- | ----- | ----- |
| «Хайдук» (Спліт) | 1998/1999 | 19   | 0    | ?     | ?     | —          | —          | ?         | ?         | ?     | ?     |
| «Хайдук» (Спліт) | 1999/2000 | 16   | 1    | ?     | ?     | —          | —          | ?         | ?         | ?     | ?     |
| «Хайдук» (Спліт) | 2000/2001 | 22   | 1    | ?     | ?     | —          | —          | ?         | ?         | ?     | ?     |
| «Хайдук» (Спліт) | 2001/2002 | 22   | 1    | ?     | ?     | —          | —          | ?         | ?         | ?     | ?     |
| «Хайдук» (Спліт) | 2002/2003 | 2    | 0    | ?     | ?     | —          | —          | ?         | ?         | ?     | ?     |
| «Хайдук» (Спліт) | Разом     | 81   | 3    | ?     | ?     | —          | —          | ?         | ?         | ?     | ?     |
| «Динамо» (Київ)  | 2002/2003 | 14   | 0    | 5     | 0     | —          | —          | 5         | 0         | 24    | 0     |
| «Динамо» (Київ)  | 2003/2004 | 9    | 1    | 6     | 1     | —          | —          | 6         | 0         | 21    | 2     |
| «Динамо» (Київ)  | 2004/2005 | 13   | 0    | 6     | 0     | —          | —          | 9         | 0         | 28    | 0     |
| «Динамо» (Київ)  | 2005/2006 | 3    | 0    | 3     | 1     | 1          | 0          | 0         | 0         | 7     | 1     |
| «Динамо» (Київ)  | 2006/2007 | 6    | 1    | 0     | 0     | 1          | 0          | 3         | 0         | 10    | 1     |
| «Динамо» (Київ)  | Разом     | 45   | 2    | 20    | 2     | 2          | 0          | 23        | 0         | 88    | 4     |
| «Хайдук» (Спліт) | 2007/2008 | 16   | 0    | 6     | 1     | —          | —          | 1         | 0         | 23    | 2     |
| «Динамо» (Київ)  | 2008/2009 | 7    | 0    | 4     | 1     | —          | —          | 7         | 1         | 18    | 2     |

### Статистика виступів за збірну
| Дата       | Місто    | Господарі | Результат | Гості                | Турнір            | Голи | Примітки |
| ---------- | -------- | --------- | --------- | -------------------- | ----------------- | ---- | -------- |
| 17-04-2002 | Загреб   | Хорватія  | 2 – 0     | Боснія і Герцеговина | товариський матч  | -    |          |
| 14-05-2002 | Печ      | Угорщина  | 0 – 2     | Хорватія             | товариський матч  | -    |          |
| 09-02-2005 | Єрусалим | Ізраїль   | 3 – 3     | Хорватія             | товариський матч  | -    |          |
| 16-08-2006 | Ліворно  | Італія    | 0 – 2     | Хорватія             | товариський матч  | -    |          |
| 06-09-2006 | Москва   | Росія     | 0 – 0     | Хорватія             | Відбір до ЧЄ 2008 | -    |          |
| Усього     |          | Матчів    | 5         |                      | Голів             | 0    |          |

## Досягнення

### Як гравця
«Хайдук» (Спліт)
- Володар Кубка Хорватії: 1999/2000
- Чемпіон Хорватії: 2000/2001

«Динамо» (Київ)
- Чемпіон України (4): 2002/2003, 2003/2004, 2006/2007, 2008/2009
- Володар Суперкубку України (3): 2004, 2006, 2009

### Як тренера
«Широкі Брієг»
- Володар Кубка Боснії і Герцеговини: 2016/17

«Шериф»
- Чемпіон Молдови: 2018

## Особисте життя
Має трьох братів, два з яких (старший Ніно і молодший Желько) також стали професійними футболістами. Третій брат Зоран став інженером.
Одружений зі своєю дівчиною Монікою, має дочку Марію (2005 р.н.) і сина Андрія (2013 р.н.).